# Caverna Xianren
A Caverna  Xianren (chinês: 仙人洞, pinyin: Xiānrén Dòng, lit. ‘Caverna imortal’) é uma pequena caverna localizada em Dayuan Village (大源乡) na cidade Wannian, província de Jiangxi, China., É um local de importantes achados pré-históricos de cerâmica e pedaços de grãos de arroz. O nome refere-se ao lendário chinês Xianren que significa "imortal; transcendente; espírito". A caverna possui 7 metros de altura, 11 de largura e 14 metros de profundidade.

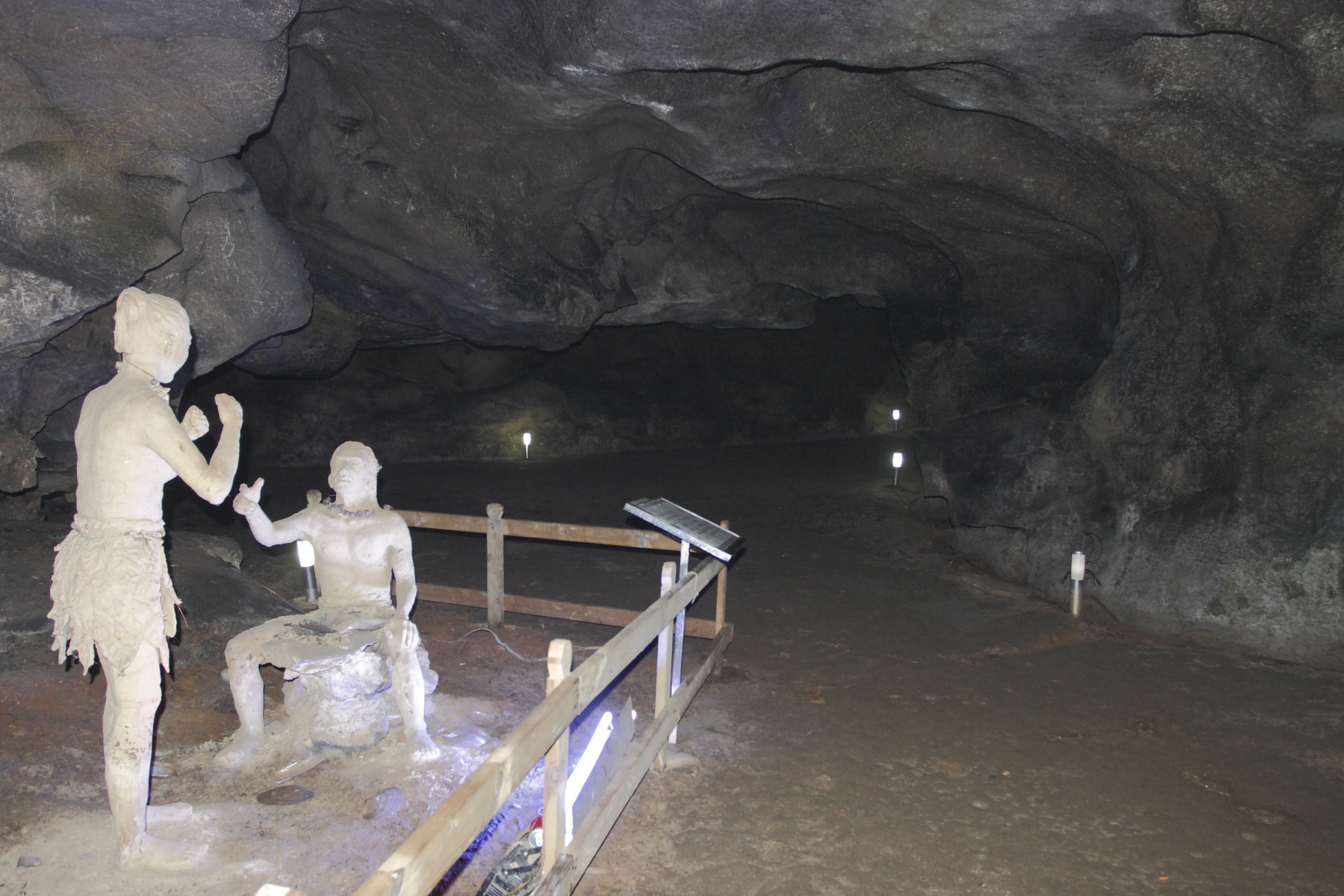
Caverna Xianren.

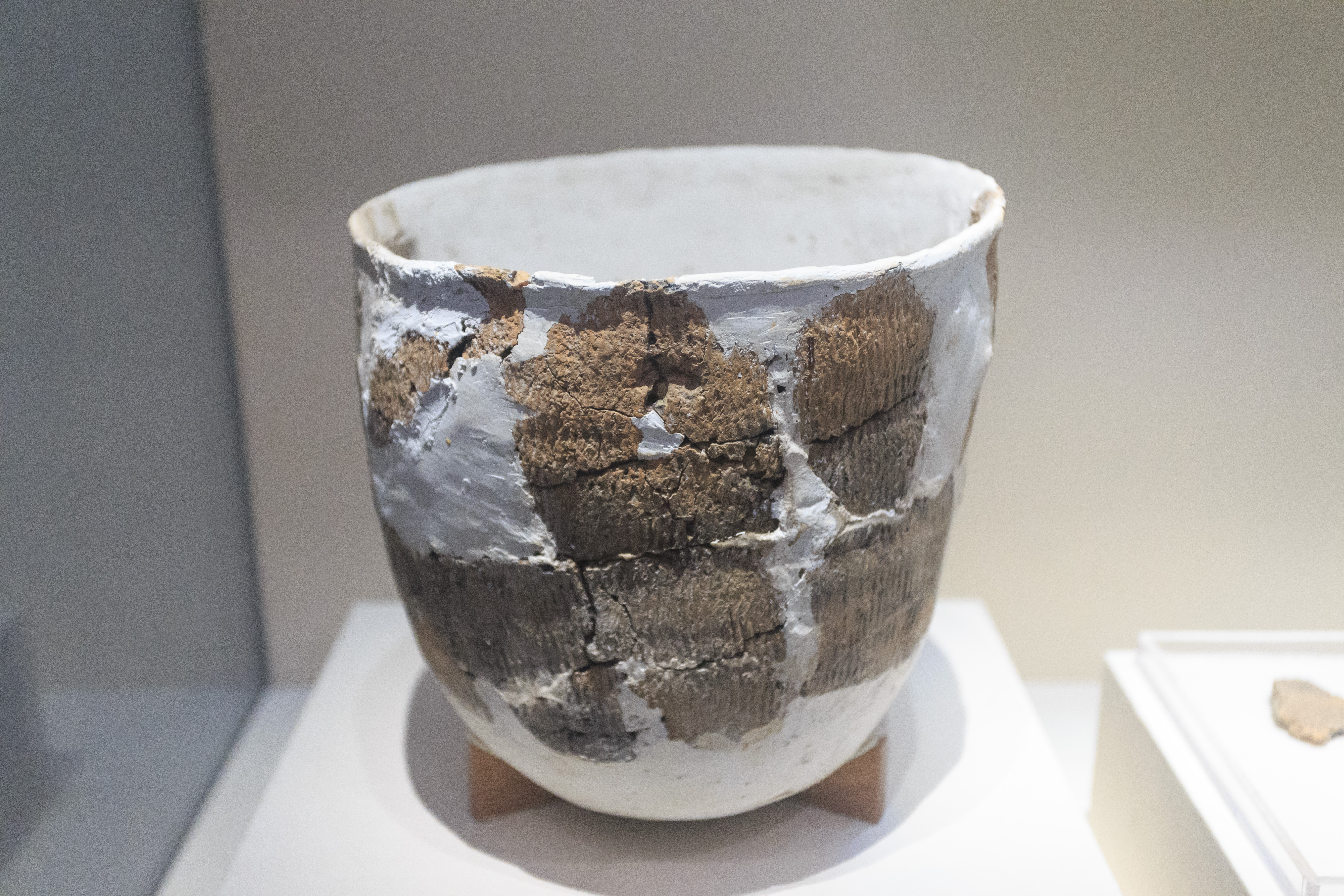

Um estudo usando datação por radiocarbono publicado em 2012 determinou que fragmentos de potes cerâmicos encontrados nesta caverna têm entre 19 000 e 20 000 anos de idade, comprovando assim que estes são os mais antigos de que se tem conhecimento e recuando em até 3 000 anos o uso conhecido desses artefatos. Isto comprova que a cerâmica era já utilizada por de caçadores-coletores, 10 mil anos antes de surgir a agricultura. A idade da cerâmica coincide com o pico da última Era do Gelo, quando houve uma redução dos recursos alimentares. O cozimento em cerâmica ajudava a obter mais energia a partir dos alimentos.